# Chaerophyllum azoricum
Chaerophyllum azoricum Trel. é uma espécie de planta, pertencente à família Apiaceae, endémica do arquipélago dos Açores, onde só ocorre nas ilhas de São Miguel, São Jorge, Pico e Flores. 